# Großes Bruch
Das Große Bruch ist eine 45 Kilometer lange und insgesamt 78,3 bzw. 84 km² große, als Feuchtgebiet ausgeprägte Talniederung zwischen Oschersleben in Sachsen-Anhalt im Osten und Schladen-Werla in Niedersachsen im Westen. Neben der Deutung als Urstromtal besteht jedoch auch die Möglichkeit, dass die Oker zeitweilig im Großen Bruch nach Osten abgeflossen ist. Die Niederungs-Wiesenlandschaft mit zahlreichen schilf- und weidengesäumten Gräben ist ein bis vier Kilometer breit. Sie erstreckt sich entlang des Großen Grabens und des Schiffgrabens zwischen den Flussgebieten von Bode und Oker.

## Geschichte

Großes Bruch, Ausschnitt aus Andrees Allgemeiner Handatlas, Velhagen und Klasing 1906

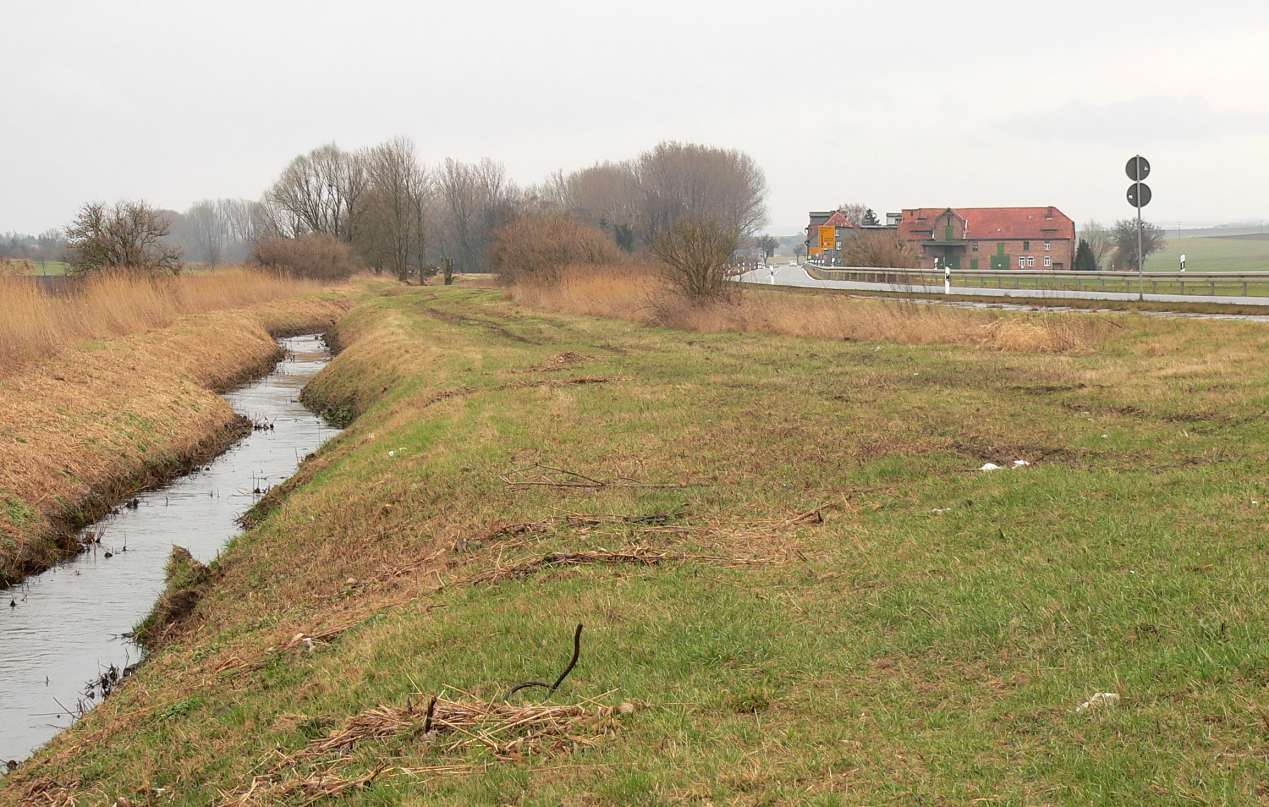
Der Hessendamm im Großen Bruch, links ein Zufluss zum Großen Graben und Schiffgraben

Bis zur beginnenden Entwässerung im Mittelalter galt das Gebiet als undurchdringlich. So hieß es: „Um aus südlicher Richtung (Schwanebeck) zum Kloster Hamersleben zu gelangen, musste man zwischen der Stelle, an der heute der Ort Neudamm liegt und dem Dorf Wegersleben (später Neuwegersleben) eine Fähre benutzen“. Das älteste Neudammer Gebäude, ein aus Bruchsteinen erbauter Wohnturm, heißt deshalb auf Niederdeutsch dat ole Fährhus (deutsch: das alte Fährhaus), ein angrenzendes Ackerstück de Fährbrai und die Straße von Schwanebeck dä ole Fährweg.
Im Jahr 1130 soll sich ein Fährmann, Eulunardus, wegen eines schweren Unwetters geweigert haben, den Pfalzgrafen Friedrich von Sommerschenburg überzusetzen und wurde deshalb von ihm im Jähzorn erschlagen. Aus Reue über seine Tat beichtete er dem Abt Sigfried vom Kloster Hamersleben seine Bluttat, schenkte dem Kloster eine Hufe Acker, unterstützte die Hinterbliebenen des Ermordeten mit Geld und bewirkte, dass 1137 Bischof Rudolf von Halberstadt einen festen Damm anlegen ließ. Der Wohnturm wurde zur Zollstation. Die niederdeutsche Bezeichnung oppen Tolln erinnert daran. Auch die Ortsbezeichnung „Neudamm“ verweist auf die Querung eines Sumpfgebietes. Auch der Hessendamm, der befestigte westliche Verkehrsweg durch das Große Bruch zwischen Hessen und Mattierzoll, erinnert sprachlich an mittelalterlichen Straßenbau, der zugleich das Bruch urbar machte und zur Grünlandnutzung führte.

## Trockenlegung

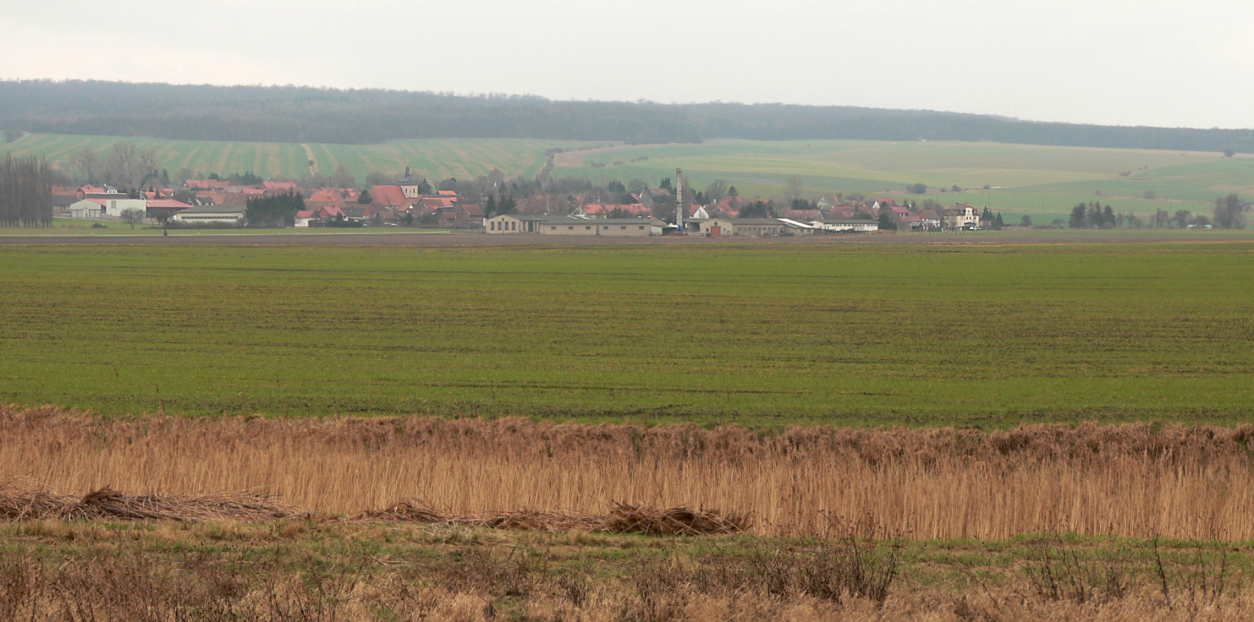
Blick über das Große Bruch vom Hessendamm auf Veltheim, dahinter der Große Fallstein

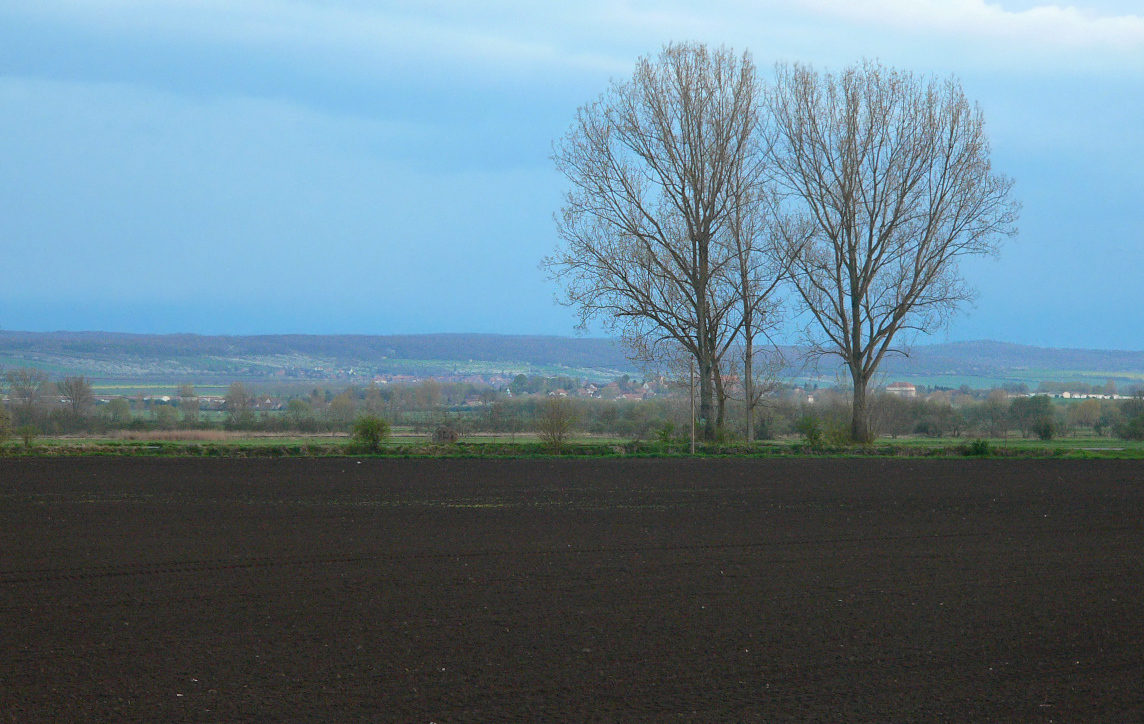
Großes Bruch mit dunklem, moorigem Ackerboden

Im 12. Jahrhundert erfolgten erste Entwässerungsmaßnahmen im Randbereich des Bruchs durch Mönche des holländischen Prämonstratenserordens auf Geheiß des Bischofs von Halberstadt. Ab 1540 ließen die Herzöge zu Braunschweig und die Bischöfe zu Halberstadt den Großen Graben und Schiffgraben sowie weitere Gräben anlegen, die teilweise schiffbar gemacht wurden (daher der Name Schiffgraben ). Nachdem im Dreißigjährigen Krieg die Grabenanlagen verfallen und das Bruch wieder versumpft war, erfolgten im 17. Jahrhundert auf Anordnung von Friedrich Wilhelm, dem Großen Kurfürsten, Maßnahmen zur Wiedertrockenlegung. Nach Beendigung des Siebenjährigen Krieges ließ Friedrich II. unter Hinzuziehung schwedischer Kulturingenieure diese Arbeiten fortsetzen und zu einem gewissen Ergebnis bringen. Einen großen Anteil an diesem Projekt hatte der preußische Oberamtmann Georg Wilhelm Wahnschaffe als Wasserbauexperte und Landesverbesserer.
Im 20. Jahrhundert kam es wegen weiterer großflächiger, intensiver Nutzung fast zu irreparablen Schäden. Um Ackerland zu gewinnen, wurden der Grundwasserstand weiter abgesenkt, Wiesen umgepflügt und chemische Düngemittel eingesetzt. Artenschwund in Tier- und Pflanzenwelt waren die Folge. Einige Gebiete trockneten aus, in anderen staute sich die Nässe. Zunehmendes ökologisches Bewusstsein führte 1981 zum Beschluss des Bezirkstages Magdeburg, einen Teil des Großen Bruchs mit 786 Hektar unter Schutz zu stellen. Entlang des Großen Bruchs verlief während der deutschen Teilung auf 15 km Länge die Grenze zwischen der Bundesrepublik Deutschland und der DDR.

## Naturschutz
Nach der Wende wurde das gesamte Große Bruch mit 6.000 Hektar zum Landschaftsschutzgebiet erklärt, um damit die Fauna zu schützen. Die Wiesen sind Wohn- und Brutstätte seltener Vogelarten, darunter Korn- und Wiesenweihe, Großer Brachvogel, Sumpfohreule, Bekassine und Wachtelkönig. In Kopfweidenbeständen brütet der Steinkauz.